# Municipio de Lockridge
El municipio de Lockridge (en inglés: Lockridge Township) es un municipio ubicado en el condado de Jefferson en el estado estadounidense de Iowa. En el año 2010 tenía una población de 646 habitantes y una densidad poblacional de 6,9 personas por km².

## Geografía
El municipio de Lockridge se encuentra ubicado en las coordenadas 41°1′41″N 91°47′6″O / 41.02806, -91.78500. Según la Oficina del Censo de los Estados Unidos, el municipio tiene una superficie total de 93.63 km², de la cual 92,89 km² corresponden a tierra firme y (0,79 %) 0,74 km² es agua.

## Demografía
Según el censo de 2010, había 646 personas residiendo en el municipio de Lockridge. La densidad de población era de 6,9 hab./km². De los 646 habitantes, el municipio de Lockridge estaba compuesto por el 97,52 % blancos, el 0,15 % eran afroamericanos, el 0,15 % eran amerindios, el 0,15 % eran asiáticos, el 1,39 % eran de otras razas y el 0,62 % eran de una mezcla de razas. Del total de la población el 1,86 % eran hispanos o latinos de cualquier raza.